# Tommaso Baldanzi
Tommaso Baldanzi (Poggibonsi, 23 maart 2003) is een Italiaans voetballer die doorgaans speelt als middenvelder. In februari 2024 verruilde hij Empoli voor AS Roma.

## Clubcarrière
Baldanzi speelde vanaf 2011 in de jeugd van Empoli. Bij deze club maakte hij op 28 oktober 2020 zijn professionele debuut. Op die dag werd in het kader van de Coppa Italia met 2–4 gewonnen van Benevento. Namens die club scoorden Christian Maggio en Gabriele Moncini, terwijl voor Empoli Marco Olivieri trefzeker was en Leonardo Mancuso drie doelpunten maakte. Baldanzi begon op de reservebank en mocht van coach Alessio Dionisi veertien minuten voor tijd invallen voor Nedim Bajrami. Dat seizoen speelde de middenvelder nog een tweede bekerwedstrijd en het jaar erop kwam hij tot één competitiewedstrijd. Vanaf het seizoen 2022/23 speelde Baldanzi meer duels in het eerste elftal. Zijn eerste officiële doelpunt maakte hij op 31 augustus 2022, in de Serie A in het eigen Stadio Carlo Castellani tegen Hellas Verona. Op aangeven van Sam Lammers opende hij na zesentwintig minuten de score. Door een treffer van Yayah Kallon werd het uiteindelijk 1–1. Door een blessure moest Baldanzi voor de rust het veld verlaten.
In oktober 2022 werd zijn verbintenis opengebroken en verlengd tot medio 2027. Dit contract zat hij niet uit, want in februari 2024 verkaste Baldanzi naar AS Roma. Die club betaalde circa tien miljoen euro voor zijn overgang en hij ondertekende een contract voor de duur van vierenhalf jaar.

## Clubstatistieken
| Seizoen | Club    | Competitie | Competitie | Competitie | Beker | Beker | Internationaal | Internationaal | Totaal | Totaal |
| Seizoen | Club    | Competitie | Wed.       | Dlp.       | Wed.  | Dlp.  | Wed.           | Dlp.           | Wed.   | Dlp.   |
| ------- | ------- | ---------- | ---------- | ---------- | ----- | ----- | -------------- | -------------- | ------ | ------ |
| 2020/21 | Empoli  | Serie B    | 0          | 0          | 2     | 0     | —              | —              | 2      | 0      |
| 2021/22 | Empoli  | Serie A    | 1          | 0          | 0     | 0     | —              | —              | 1      | 0      |
| 2022/23 | Empoli  | Serie A    | 26         | 4          | 1     | 0     | —              | —              | 27     | 4      |
| 2023/24 | Empoli  | Serie A    | 14         | 2          | 0     | 0     | —              | —              | 14     | 2      |
| 2023/24 | AS Roma | Serie A    | 13         | 0          | 0     | 0     | 5              | 0              | 18     | 0      |
| 2024/25 | AS Roma | Serie A    | 27         | 1          | 1     | 1     | 8              | 0              | 37     | 2      |
| Totaal  | Totaal  | Totaal     | 81         | 7          | 4     | 1     | 13             | 0              | 98     | 8      |

Bijgewerkt op 29 april 2025.